# Ketton
Ketton är en ort och civil parish i Storbritannien.   Den ligger i grevskapet och kommunen Rutland och riksdelen England, i den sydöstra delen av landet, 130 km norr om huvudstaden London. Ketton ligger 48 meter över havet och antalet invånare är 1 703.
Terrängen runt Ketton är huvudsakligen platt. Ketton ligger nere i en dal. Runt Ketton är det ganska tätbefolkat, med 160 invånare per kvadratkilometer. Närmaste större samhälle är Stamford, 5,4 km nordost om Ketton. Trakten runt Ketton består till största delen av jordbruksmark.